# Acanthocyclops cephallenus
Acanthocyclops cephallenus – gatunek widłonoga z rodziny Cyclopidae, nazwa naukowa gatunku została po raz pierwszy opublikowana w 1978 roku przez włoskiego hydrobiologa Giuseppe Lucio Pesce.